# Wilhelm Schaeffler
Wilhelm Schaeffler (3 de abril de 1908 - 22 de octubre de 1981) fue un empresario alemán. Fundadó junto con su hermano Georg la empresa INA, que acabaría convirtiéndose en el Grupo Schaeffler, uno de los conglomerados industriales más importantes de Alemania.

## Semblanza
Schaeffler nació en 1908 en Castillo de Marimont, cerca de Bourdonnay, en la región de la Lorena, históricamente disputada entre Francia y Alemania. Después de la Primera Guerra Mundial su familia se trasladó a Ottweiler, en la cuenca del Sarre. Inició sus estudios en 1928 en la Universidad de Colonia y en la facultad de derecho de la Sorbona en París. En diciembre de 1937, tras graduarse en administración de empresas, completó su doctorado con una tesis sobre “Casos límite en contabilidad”.
Paralelamente a sus estudios, comenzó su carrera profesional en 1932 al unirse a la compañía Deutsche Revisions- und Treuhand AG, donde tenía la tarea de elaborar informes sobre la rentabilidad de las empresas industriales.
Después de mudarse a la sede del Dresdner Bank en Berlín, permaneció activo en el campo de la auditoría, apoyando a empresas industriales medianas y grandes por toda Alemania. En 1939, con la participación de sus padres, adquirió Davistan AG, una empresa textil de cuatro plantas con alrededor de 40 000 metros cuadrados de espacio de producción en la localidad de Katscher en la Alta Silesia, cuyos antiguos propietarios judíos ya habían abandonado Alemania en 1933. Davistan estaba gestionado por un consorcio de bancos y estaba muy endeudada. Inicialmente fabricaba productos textiles para la Wehrmacht y poco después del inicio de Segunda Guerra Mundial cambió su línea de producción a bienes esenciales para el esfuerzo bélico. En 1941, Wilhelm Schaeffler se convirtió en miembro del Partido Nacionalsocialista. En el mismo año, su hermano menor Georg Schaeffler se unió a la empresa. En 1942, la compañía pasó a llamarse "Wilhelm Schaeffler AG", y amplió su gama de productos a la fabricación de componentes mecánicos.
En enero de 1945, Schaeffler recibió la orden de trasladar la producción de rodamientos de agujas a Schwarzenhammer, en la Alta Franconia. En el verano de 1946, los hermanos Wilhelm y Georg Schaeffler fundaron INA (véase Grupo Schaeffler) y reanudaron aquí la producción de rodamientos de agujas.
También en 1946, Wilhelm Schaeffler fue extraditado a Polonia por los estadounidenses y acusado allí porque se decía que había estado involucrado en la "liquidación de propiedades pertenecientes al estado polaco y ciudadanos polacos en nombre del gobierno alemán". La sentencia de abril de 1949 del tribunal de distrito competente amplió la alegación a la "propiedad judía". Wilhelm Schaeffler fue puesto en libertad el 23 de julio de 1951 tras haber estado recluido en las cárceles de Bialystok y Varsovia.
De vuelta en la empresa, amplió la producción de moquetas como segundo pilar del Grupo Schaeffler. En la década de 1970, Schaeffler se convirtió en el mayor fabricante de moquetas y alfombras de la República Federal de Alemania.
Falleció en 1981 en la localidad de Herzogenaurach a la edad de 73 años.